# Mircea Bedivan
Mircea Bedivan   (Constanța, 8 d'octubre de 1957) és un jugador d'handbol romanès, ja retirat, que va competir durant la dècada de 1980.
El 1984 va prendre part en els Jocs Olímpics d'Estiu de Los Angeles, on guanyà la medalla de bronze en la competició d'handbol. Hi va jugar sis partits i marcà dos gols.